# Anthistarcha
Anthistarcha är ett släkte av fjärilar. Anthistarcha ingår i familjen stävmalar.
Kladogram enligt Catalogue of Life:
| Anthistarcha | \| \| Anthistarcha binocularis \| \| \| \| \| \| Anthistarcha geniatella \| \| \| \| |
|              | \| \| Anthistarcha binocularis \| \| \| \| \| \| Anthistarcha geniatella \| \| \| \| |
|              | Anthistarcha binocularis                                                             |
|              |                                                                                      |
|              | Anthistarcha geniatella                                                              |
|              |                                                                                      |